# Pantofola d'Oro
Pantofola d'Oro è un'azienda italiana, attiva principalmente nella realizzazione di scarpini da calcio.

## Storia
La nascita avvenne nel 1886 per iniziativa della famiglia Lazzarini, proprietaria di un calzaturificio nella città di Ascoli Piceno. Ad ereditare l'impresa nel 1950 fu Emidio Lazzarini, il quale abbinava al lavoro la pratica sportiva di boxe, lotta libera e greco-romana, di cui fu  campione italiano nei pesi mosca. Ritenendo troppo scomode le calzature da lui usate in ambito agonistico, iniziò a fabbricare in proprio scarpe morbide e confortevoli, che furono presto richieste anche da atleti di altre discipline.
Il salto di qualità avvenne tramite il connubio con la locale società calcistica, rendendo il prodotto di Lazzarini la scarpa da calcio di riferimento nella seconda metà del XX secolo. L'attuale denominazione, che sostituì l'originario nome Calzaturificio Lazzarini  e adottò un logo con tre stelle, è ascrivibile a quanto dichiarato dal calciatore John Charles durante un'intervista del 1959, col giocatore gallese che definiva lo scarpino di una comodità assimilabile appunto alla pantofola, per la particolare morbidezza e sensibilità rispetto alle altre scarpe dell'epoca, grazie all'utilizzo di una soletta in pelle di vitello, più morbida rispetto al cuoio usato fino ad allora dalle altre case produttrici.
Tale innovazione tecnica decretò il successo dello scarpino, da lì in poi scelto e utilizzato da numerosi calciatori professionisti, soprattutto fino alla fine del XX secolo ma anche successivamente: fra i più noti, i brasiliani Garrincha, Altafini, Dirceu, Falcão e Cerezo, gli italiani Bergomi, Mancini, Mazzola, Riva, Rivera e Zoff, l'argentino Omar Sivori, gli olandesi Van Basten e Cruijff, il tedesco Klinsmann, l'ungherese Puskàs e il portiere sovietico Lev Jašin.
Negli anni 1980 la società arrivò ad occupare circa 100 dipendenti, con una produzione di circa 1.500 calzature artigianali al giorno, e cercò di attuare un ampliamento del suo mercato, coinvolgendo nella gestione Cruijiff, Falcão e Cerezo anche per sfruttarne l'immagine e l'appeal pubblicitario; tuttavia, la dimensione artigianale dell'azienda non permise il successo dell'iniziativa, mal adattandosi su scala industriale e non reggendo il confronto, soprattutto nel periodo a cavallo del secolo, con le strategie di sponsorizzazione attuate dalle multinazionali dell'attrezzatura sportiva. 
Nei primi anni 2000 passò sotto il controllo del gallese Kim Williams che ne mantenne il carattere artigianale.
Nel 2018 venne aperto il primo negozio monomarca negli Stati Uniti, a New York, chiuso tuttavia entro il 2019.
Nel 2020 il fondo americano Mercurio Capital Partners, che dal 2008 deteneva il 20% dell'azienda, mise in vendita le proprie quote societarie.
Nel 2023 l'azienda ha sostenuto la Fundación P.U.P.I.
Nel 2024 l'azienda è diventata partner delle Rappresentative di Lega Pro fino al 2025.

### Assetto societario
Nel 2019, l'assetto societario dell'azienda era il seguente:
- Famiglia Ubaldi 51%
- Kim Williams 29%
- Mercurio Capital Partners 20%